# Rafa Díaz
Rafael Díaz (27 de marzo de 1976 en Alcázar de San Juan), es un músico español, reconocido por su trabajo como baterista de las agrupaciones españolas Easy Rider y Barón Rojo.

## Carrera
Inicialmente sus influencias fueron bandas de heavy metal como Iron Maiden, Metallica y Judas Priest. La primera agrupación en la que participó fue "Posesión" en su localidad natal. En 1991 llega a Madrid y empieza a tocar con toda serie de bandas, pasando por el Thrash Metal de los "Tornado" o el Heavy de "Asgard". Posteriormente toca en la banda “Knell Odissey”, con la que graba su primer E.P. “Sailing to Nowhere” a la edad de 21 años. Después de esta banda, entra a formar parte del grupo “Sabatan” con el que estuvo un corto periodo de tiempo y grabó varios temas para una demo. Posteriormente, junto con otros músicos montó la banda “Morkland”, que más tarde evolucionaría hasta la formación del grupo "Mountains of Madness” banda instrumental progresiva con la que graban 3 temas en una demo que no llegó a editarse. Más tarde entró a formar parte de “Easy Rider” (Dani Castellanos, José Villanueva y Javier Villanueva) junto con Ron Finn tras la marcha de Eugenio Garañeda y Antonio Chaves. Con esta banda graba 2 discos “Regeneration” y “Animal” y el tema “Efluvios” que apareció en el álbum tributo a “Barón Rojo” en el que colaboraron en 2002. Con Easy Rider realizó multitud de conciertos incluyendo una gira por Europa junto a “Tierra Santa” en la que actuaron en países como Italia, Suiza, Austria, Holanda y Alemania.
Posteriormente tras “Easy Rider”, y prácticamente los mismos miembros formaron “Neomenia”, banda con la que graban el trabajo “Luna Nueva” con la compañía discográfica Locomotive Records y el videoclip del tema “Perdido en el adiós”.
En octubre de 2007 entró a formar parte del grupo “Barón Rojo” junto con “Tony Ferrer” (Los Parpel, Tony Hernando, Mike Terrana), debutando en un mini concierto y firma promocional de discos celebrado en Fnac Callao de Madrid el día 6 de diciembre de 2007. Con Barón Rojo, ha grabado el disco titulado "En Clave de Rock", con la Banda Sinfónica de Mislata y publicado en el año 2009. En el 2012 grabó el trabajo "Tommy Barón", recreación en castellano de la mítica obra de los Who. Y en 2016 participó en el disco en directo de Rocktiembre, concierto histórico en el que Barón Rojo compartió cartel con Asfato, Topo, Ñu, Coz y Burning. En estos momentos sigue siendo músico de la afamada banda Barón Rojo, con lo que se ha convertido en el batería que más tiempo ha permanecido en la mítica banda a lo largo de toda su historia. En el año 2013, se reorganizó la banda Easy Rider, con la que volvió a grabar un nuevo disco en 2014 titulado From The Darkness. Durante ese tiempo alternó su pertenencia a Barón Rojo con la formación Easy Rider, hasta que Barón Rojo le exigió su exclusividad como batería de la banda. Sin embargo en 2017 fue reclutado por Armando de Castro (guitarrista de Barón Rojo) para su proyecto en solitario Armando Rock, con quien grabó el disco AR II, realizando la gira de presentación del disco por las principales ciudades de España, destacando los conciertos de La Coruña, Alicante, Bilbao, Córdoba o Madrid.

## Discografía con Knell Odyssey
- Sailing to Nowhere - 1997

## Discografía con Easy Rider
- Regeneration - 2002
- Larga Vida Al... Volumen Brutal - Tributo a Barón Rojo - 2002
- Animal - 2003
- From the Darkness - 2014

## Discografía con Neomenia
- Luna Nueva - 2007

## Discografía con Barón Rojo
- En Clave de Rock - 2009
- Tommy Barón - 2012
- Rocktiembre - 2016

## Discografía con Armando Rock
- AR II - 2018